# Medalles del Cercle d'Escriptors Cinematogràfics de 1974
La cerimònia de lliurament de les Medalles del Cercle d'Escriptors Cinematogràfics de 1974 va tenir lloc en 1975 al Cinema Palafox de Madrid. Va ser el trentè lliurament de aquestes medalles, atorgades per primera vegada vint-i-nou anys abans pel Cercle d'Escriptors Cinematogràfics (CEC). Els premis van ser lliurats pels intèrprets britànics Sarah Miles i Stanley Baker i tenien per finalitat distingir als professionals del cinema espanyol i estranger pel seu treball durant l'any 1974. Després de l'acte es va projectar la impactant pel·lícula L'exorcista.
Es van lliurar premis en disset categories, dues menys que en la edició anterior, ja que van desaparèixer les medalles a la millor pel·lícula infantil i a la millor pel·lícula de sales especials. La triomfadora va ser Hay que matar a B., que va aconseguir tres medalles: millor pel·lícula, millor guió i millor ambientació.

## Llista de medalles
| Categoria                    | Premiat                       | Labor premiada                                  |
| ---------------------------- | ----------------------------- | ----------------------------------------------- |
| Millor pel·lícula            | Hay que matar a B.            | Pel·lícula                                      |
| Millor director              | Jordi Grau i Solà             | No profanar el sueño de los muertos             |
| Millor actriu                | Concha Velasco                | Tormento                                        |
| Millor actor                 | Francisco Algora              | Tocata y fuga de Lolita                         |
| Millor actriu de repartiment | Irene Gutiérrez Caba          | Yo la vi primero                                |
| Millor actor de repartiment  | Antonio Ferrandis             | Los nuevos españoles El amor del capitán Brando |
| Millor fotografía            | Luis Cuadrado                 | Labor de conjunt                                |
| Millor música                | José Nieto                    | El amor del capitán Brando                      |
| Millor ambientació           | Cristina López                | Hay que matar a B.                              |
| Millor guió                  | José Luis Borau Antonio Drove | Hay que matar a B.                              |
| Labor literària              | Carlos Puerto                 | Treballs a El Adelantado de Segovia             |
| Millor pel·lícula estrangera | Gritos y susurros             | pel·lícula                                      |
| Premi revelació              | Antonio Drove                 | Tocata y fuga de Lolita                         |
| Millor llibre                | Antonio Castro                | El cine español en el banquillo                 |
| Labor periodística           | Fernando Méndez-Leite Serrano | Galería i Cultura 2, a TVE 2                    |
| Millor curtmetratge          | Biotopo                       | pel·lícula                                      |
| Labor crítica                | Ivan Tubau Comamala           | Treball a Diario de Barcelona                   |